# Gigantomachia (mangá)
Gigantomachia (ギガントマキア, Gigantomakhia) é o título de um mangá one-shot escrito e ilustrado por Kentaro Miura. Foi serializado pela revista Young Animal entre 2013 até 2014, e publicado em volume único em formato tankōbon pela editora Hakusensha em 29 de julho de 2014. No Brasil, o mangá foi licenciado e publicado pela Editora Panini em fevereiro de 2015, também em volume único.

## Enredo
A cada centena de milhões de anos, um cataclismo de escala mundial devasta o planeta, obrigando as formas de vida sobreviventes a se adaptar às novas condições, o que resulta no nascimento de seres incríveis... Num futuro muito distante, Prome e Delos desafiam o domínio de um Império e sua horda de lendários gigantes ao buscar as partes do "corpo de Gaia"!

## Temas
O mangá contém muitas referências à mitologia grega e a cultura grega na antiguidade. Kentaro Miura incluiu temas clássicos na obra como preconceito, religião, guerra e se inspirou na batalha Gigantomaquia para criar a história.